# Mordellochroa humerosa
Mordellochroa humerosa is een keversoort uit de familie spartelkevers (Mordellidae). De wetenschappelijke naam van de soort is voor het eerst geldig gepubliceerd in 1847 door Rosenhauer.